# Amarachi Okoronkwo
Amarachi Grace Okoronkwo (12 dicembre 1992) è una calciatrice nigeriana che gioca come centrocampista per Nasarawa Amazons nella Nigerian Women Premier League e nella nazionale femminile della Nigeria.

## Carriera

### Club
In precedenza ha giocato per il Kokkola Futis 10 nella finlandese Naisten Liiga.

### Nazionale
Per il suo ruolo nel guidare le Amazzoni di Nasarawa per vincere il campionato 2017 della Nigeria Women Premier League, Okoronkwo è stata tra le quattro giocatrici nominate come miglior giocatrice NWPL dell'anno, ma il premio lo ha vinto Rasheedat Ajibade. A maggio 2018 è stata nominata miglior giocatrice della Nigeria Women Premier League 2017 ai Nigeria Pitch Awards.
Okoronkwo ha rappresentato la Nigeria al campionato africano femminile 2010. È stata convocata per una partita amichevole contro la Germania come preparazione per la partecipazione della Nigeria alla Coppa del Mondo femminile FIFA.
Nel 2018, Okoronkwo ha partecipato alla WAFU Women's Cup 2018, vincendo la medaglia di bronzo per la squadra della Nigeria. Ha inoltre preso parte insieme alla nazionale femminile di calcio della Nigeria alla 2018 Africa Women Cup of Nations e ha vinto il torneo. Nel 2019 è stata selezionata nella nazionale nigeriana per il Campionato mondiale femminile di calcio 2019 di Francia.

## Palmarès

### Nazionale
- Campionato africano femminile di calcio 2010: 1

2010
- WAFU Women's Cup 2018, 3º posto
- Nigeria Women Premier League 2017, 1º posto
- Coppa delle nazioni africane femminile 2018: 1

2018